# Murina ussurijská
Murina ussurijská nebo také murina lesní (Murina ussuriensis) je druh netopýra, který obývá východní Asii (Přímořský kraj, Sachalin, Japonsko a Korejský poloostrov). Byl vědecky popsán roku 1913, avšak až do roku 1980 byl pokládán za poddruh muriny malé nazvaný Murina aurata ussuriensis.
Dosahuje délky těla od 36 do 45 mm a hmotnost se pohybuje mezi čtyřmi až osmi gramy. Křídla jsou relativně široká a krátká, s rozpětím okolo 20 cm. Srst je krátká, hustá a šedohnědě zbarvená. Maximální zaznamenaná délka života je čtyři a půl roku.
Murina ussurijská žije v lesích a hnízdí v dutinách stromů nebo ve spadaném listí. Živí se hmyzem. U samic je zdokumentována filopatrie. V období od června do srpna vytvářejí muriny kolonie pro odchov mláďat, které čítají až dvacet jedinců. 
Jde o jediný druh netopýra, u něhož bylo zdokumentováno, že hibernuje pod sněhem.